# Hymn to Life
Hymn to Life è il secondo album solista di Timo Tolkki, ex-chitarrista della power metal band finlandese Stratovarius.

All'album hanno partecipato ospiti illustri alla voce quali Michael Kiske (ex-Helloween) e Sharon den Adel (Within Temptation).
La voce registrata nella title track Hymn To Life, è stata presa dal film Il grande dittatore.
La versione giapponese dell'album contiene la bonus track Key to the Universe (Strings Version).

## Tracce
1. Primal - 0:20
2. Key To The Universe - 4:05
3. Now I Understand - 4:24
4. Divine - 4:32
5. Little Boy I Miss You - 4:37
6. I Believe - 5:27
7. Are You The One? - 5:05
8. Father - 6:24
9. Fresh Blue Waters - 4:16
10. Dear God - 5:09
11. It`s X-mas Morning - 4:21
12. Hymn To Life - 11:36

## Formazione
- Timo Tolkki - chitarra, voce, basso
- Mika Ervaskari - tastiere
- Tuomo Lassila - batteria

### Ospiti
- Michael Kiske - voce in Key To The Universe
- Sharon den Adel - voce in Are You The One?